# Loughcrew
Loughcrew (irl.: Sliabh na Caillí) – megalityczny grobowiec korytarzowy, którego powstanie datuje się na lata 3500 i 3300 p.n.e., znajdujący się niedaleko Oldcastle w hrabstwie Meath w Irlandii. Loughcrew jest jednym z czterech takich grobowców korytarzowych w Irlandii (pozostałe to Brú na Bóinne, Carrowkeel i Carrowmore).
Grobowiec jest kopcem, pod którym znajduje się komora w kształcie krzyża. Wewnątrz znajdują się megalityczne petroglify w kształcie rombów, liści i koła, niektóre otoczone przez linie formując promienie. W czasie równonocy w marcu i wrześniu padająca wiązka światła wschodzącego słońca oświetla tylną skałę wewnątrz kopca.
Grobowce można zwiedzać wraz z przewodnikiem.